# Géraldine Reuteler
Géraldine Reuteler, née le 21 avril 1999, est une footballeuse internationale suisse membre de l'équipe de Suisse féminine de football depuis 2017. Elle joue au poste d'attaquante à l'Eintracht Francfort.

## Biographie
Née en Suisse centrale, Géraldine Reuteler joue dès ses 14 ans au sein du FC Lucerne. 
En 2018, elle quitte le club pour rejoindre la Frauen-Bundesliga au sein de l'Eintracht Francfort. En 2023, elle évolue toujours au sein de ce club.
Après avoir joué dans les équipes de jeune, elle rejoint l'équipe de Suisse féminine de football en 2017. Lors du championnat d'Europe féminin de football 2017, elle est la plus jeune joueuse de l'équipe,.